# Лудеш
Лудеш (нім. Ludesch) — містечко й громада округу Блуденц в землі Форарльберг, Австрія. Лудеш лежить на висоті 555 м над рівнем моря і займає площу 11,25 км². Громада налічує 3375 мешканців. Густота населення 300/км².  
Округ Блуденц лежить на півдні Форальбергу і межує зі Швейцарією. Місцеве  населення, як і мешканці всього Форальбергу, розмовляє алеманським діалектом німецької мови, а тому ближче до швейцарців, ніж до населення більшої частини Австрії, яке розмовляє баварсько-австрійським діалектом. Округ, основною індустрією якого є туризм, має розвинуту мережу сполучення, численні гірськолижні траси й спортивні курорти з готелями та іншою інфраструктурою.    
|                                |
| Лудеш на мапі округу та землі. |

Адреса управління громади: Raiffeisenstrasse 56, 6713 Ludesch. 
Громада має дитячий садок і початкову школу Марії Монтессорі.

## Демографія
Історична динаміка населення міста за даними сайту Statistik Austria